# Øvre Schlesien
Provinsen Øvre Schlesien ( tysk Provinz Oberschlesien, polsk Prowincja Górny Śląsk ) var tidligere en prøjsisk provins i regionen Schlesien. Hovedstaden var Oppeln. Den bestod af to amter, Oppeln og Kattowitz. Provinsen blev nedlagt i 1945 og regionen overgivet til Polen og ligger nu i Województwo opolskie (aktuelt benævnt Øvre Schlesien ).

## Areal
Oberschlesien havde et areal på 9.702 km2 med (1925) 1.379.278 indbyggere, svarende til 147 pr. km2.

## Befolkning
I 1925 var 10,5 % evangeliske, 88,5 % romersk-katolske og 1 % jøder.
Befolkningstilvæksten 1910—25 var 8,8 %.
I 1925 var 62 % tysktalende, 27 % tysk- og polsktalende og 11 % kun polsktalende.

## Undervisning
I 1926—27 fandtes 1.160 folkeskoler, 24 mellemskoler, 5 lyceer, 8 overlyceer, 2 kvindeskoler, 2 realskoler, 3 overrealskoler, 2 reformrealgymnasier, 5 realgymnasier og 12 gymnasier.

## Arealanvendelse
Af arealet var 57 % agerland, 7,2 % eng, 1,4 % græsland, 27,5 % skov.

## Næringsliv
I 1925 var af den erhvervsdrivende befolkning 43 % beskæftigede ved land- og skovbrug 34,7 % ved industri og håndværk og 11,9 % ved handel og samfærdsel.
I 1925 fandtes 23.969 industrielle virksomheder med 199.782 personer beskæftigede. I 1926 fandtes 13 kulminer med 50.587 mand. Der udvandtes 17,47 mio. tons stenkul til en værdi af 189,6 mio. reichsmark. 6 mineselskaber beskæftigede 3.306 mand, og der udvandtes 497.000 tons bly-, sølv- og zinkmalm til en værdi af 16,5 mio. reichsmark. Desuden udvandtes 232.000 tons råjern, 442.000 tons råstål og 1,05 mio. tons koks.

## Transport
I 1926 fandtes 1104 km rigsjernbaner, 42 km privatbaner, 3972 km landeveje og 295 postkontorer.

## Administrativ inddeling
Oberschlesien var inddelt i 20 kredse og 6 stæder. Kredsen Lublinitz hed fra 1927 Guttentag.

### Amtet Oppeln
Bykredse:
1. Bykreds Neisse
2. Bykreds Oppeln
3. Bykreds Ratibor

Landkredse:
1. Landkreds Blachstädt (indtil 1941 Blachownia)
2. Landkreds Cosel
3. Landkreds Falkenberg in Oberschlesien
4. Landkreds Groß Strehlitz
5. Landkreds Grottkau
6. Landkreds Guttentag (oprettet 1941)
7. Landkreds Kreuzburg in Oberschlesien
8. Landkreds Leobschütz
9. Landkreds Loben (indtil 1941 Lublinitz)
10. Landkreds Neisse
11. Landkreds Neustadt in Oberschlesien
12. Landkreds Oppeln
13. Landkreds Ratibor
14. Landkreds Rosenberg
15. Landkreds Zabrze (før 1919)
16. Landkreds Warthenau (indtil 1941 Zawiercie)

### Amtet Kattowitz
Bykredse:
1. Bykreds Beuthen
2. Bykreds Gleiwitz
3. Bykreds Hindenburg
4. Bykreds Kattowitz
5. Bykreds Königshütte

Landkredse:
1. Landkreds Bendsburg (indtil 1941 Bandyn)
2. Landkreds Beuthen-Tarnowitz (i Tarnowitz)
3. Landkreds Bielitz (i Biala)
4. Landkreds Kattowitz (oprettet 1873)
5. Landkreds Krenau (indtil 1941 Chrzanów)
6. Landkreds Ilkenau (indtil 1941 Olkusch)
7. Landkreds Pleß
8. Landkreds Rybnik
9. Landkreds Saybusch (Zywiec)
10. Landkreds Tarnowitz
11. Landkreds Teschen
12. Landkreds Tost-Gleiwitz (i Gleiwitz)